# Кръстьо Карагьозов
Кръстьо Стефанов Карагьозов е представител на властта в България.

## Биография
Роден в Търново през 1860 г. Син на изтъкнатия фабрикант и общественик Стефан Карагьозов и брат на Венка Карагьозова, съпруга на ген. Стефан Салабашев от Стара Загора.
Кръстьо Карагьозов е внук на известния търновски търговец общественик и дарител чорбаджи Кръстьо Момчоолу по линия на неговата майка Евгени и племенник на известния търновски революционер, общественик и кмет Джорджо Момчев.
Изпълнява длъжността частен секретар на Стефан Стамболов.
Правителствен делегат към БНБ.
По време на Първата световна война е управител на гр. Кюстендил.
Умира през 1923 г.